# وارلام آوانسوف
وارلام آلکساندرویچ آوانسوف (ارمنی: Վառլամ Ալեքսանդրի Ավանեսով؛ روسی: Варлаам Александрович Аванесов؛ ۲۴ مارس ۱۸۸۴ – ۱۶ مارس ۱۹۳۰) انقلابی بلشویک و سیاستمدار کمونیست ارمنی‌تبار اهل اتحاد شوروی بود.

## زندگی‌نامه
وی در سال ۱۸۸۴ با نام اصلی سورن کاراپتی مارتیروسیان (ارمنی: Սուրեն Կարապետի Մարտիրոսյան) در ابلاست قارص در یک خانواده ارمنی به دنیا آمد. در زمان تحصیل به فدراسیون انقلابی ارمنی پیوست. در سال ۱۹۰۱ به عضویت حزب سوسیال دموکرات هنچاکیان درآمد. آوانسوف در سال ۱۹۰۳ عضو حزب سوسیال دموکرات کارگری روسیه شد. بین سال‌های ۱۹۰۷ تا ۱۹۱۳ در سوئیس در دانشگاه زوریخ تحصیل نمود. وی برندهٔ جوایزی همچون نشان پرچم سرخ شده‌است.